# Fotaq Andrea
Fotaq Andrea (ur. 1953 w Delvinë) – albański tłumacz, pisarz i dyplomata, badacz twórczości Faika Konicy oraz Eleny Gjiki.

## Życiorys
W latach 1975–1980 roku pracował jako tłumacz literatury francuskojęzycznej w wydawnictwie 8 Nëntori, był odpowiedzialny za tłumaczenie twórczości Alberta Camusa, Victora Hugo, François Rabelaisa. Współpracował z tłumaczem Jusufem Vrionim.
We wrześniu 1997 roku został mianowany stałym przedstawicielem Albanii przy Radzie Europy.

## Dzieła[1]
- Arbëreshët e Italisë
- Libri i artë i prozës franceze
- Mrekulli njerëzore
- Pena të arta franceze për shqiptarët (2000, 2002)

## Życie prywatne
Jego ojciec pracował jako lekarz chorób zakaźnych.